# Festival de l'oiseau et de la nature
 (septembre 2008).
Si vous disposez d'ouvrages ou d'articles de référence ou si vous connaissez des sites web de qualité traitant du thème abordé ici, merci de compléter l'article en donnant les références utiles à sa vérifiabilité et en les liant à la section « Notes et références ».
Le festival de l'oiseau et de la nature est un festival français d'ornithologie. Il se déroule chaque année depuis 1991 au mois d'avril en baie de Somme.

## Historique
Avec ses 60 km de côtes, le littoral picard (comprenant la baie de Somme) est le littoral le moins urbanisé de France. Cette baie est un vaste espace naturel préservé. Elle fait partie depuis 1999 du Club des plus belles baies du monde, et a été labellisée Parc naturel régional en février 2020. Des milliers d’oiseaux migrateurs viennent chaque année y faire une halte pour quelques heures ou pour une saison : spatules de retour d’Afrique, bécasseaux de Sibérie, bernaches nonnettes des terres arctiques entre autres.
Cette baie est donc un haut lieu de l’ornithologie. Un festival consacré à l’oiseau y est créé, la première édition du festival s'est tenue du 11 au 14 avril 1991.

## Concept
C’est une manifestation grand public qui propose des sorties d'observation, des conférences et des projections ainsi que des activités pédagogiques, des ateliers de créations et des concours sur une période de 9 jours. Il y est organisé :
- des sorties nature guidées à pied, à cheval, en calèche, en kayak ou en barque avec des guides ornithologues ;

- des projections de documentaires soit une trentaine de documentaires animaliers, réalisés dans le monde, projetés sur grand écran ;

- d'expositions de photos et d’art animalier[3] : œuvres de photographes, peintres et sculpteurs ;

- des animations pour les enfants : une dizaine d’ateliers manuels et pédagogiques sont organisés ;

- des soirées-débats et des conférences avec des réalisateurs, des scientifiques et des photographes professionnels ;

- des stages photographiques et d’art animalier ;

- des compétitions : un concours de films documentaires[1] et un concours de photos, ouverts aux professionnels et aux amateurs.